# Далчев, Атанас
 Далчев Атанас Христов (12 июня 1904 года, Салоники — 17 января 1978 года, София) — болгарский поэт, переводчик.

## Биография
Родился в Салониках, городе Кирилла и Мефодия. Окончил первую мужскую гимназию в Софии по классическому профилю. В 1921 году состоялся его литературный дебют на страницах школьной газеты. После гимназии Далчев поступил в Софийский университет по специальности «Философия».
С 1923 года публиковался в журналах, сотрудничал с журналом «Гиперион», «Демократической обзор» и «Восток». В 1926 году прожил семь месяцев в Риме, где слушал лекции по истории искусств. В 1927 году вместе с друзьями издавал собственную газету «Стрелец», дав начало литературному кружку «Стрелец». В 1928 году уехал в Париж, слушал лекции в Парижском университете, где закончил курсы для учителей французского языка. Уехал Лондон.
По возвращении на родину работал учителем и переводчиком. Через три года после прихода коммунистической власти Далчев лишился штатной работы и дома. Чтобы обеспечить семью много работал, практически не писал. Плодотворно занимался переводческой деятельностью, переводил на болгарский язык классиков: Хосе Ортега-и-Гассета, Бальзака, Стендаля, Лафонтена, Чехова, лирическую поэзию Гельдерлина и др.
В 1952 году Далчев стал редактором журнала «Пламыче» («Пламя»).
Во время творческого молчания создал сборник поэтических и философских афоризмов и критического отражения «Фрагменты», выпущенный в 1967 году.
Только в 1956 году Далчев начал писать снова. В 1972 году опубликовал сборник «Балкон».
В 1974 году награждён Орденом Народной Республики Болгария — III степени.
16 декабря 1967 года Указом Президиума Верховного Совета СССР награждён орденом «Знак Почёта» за вклад в популяризацию русской и советской литературы в Болгарии.

## Творчество
Поэт Атанас Далчев открыл новую эстетическую формулу, когда после попыток символистов очистить поэтический мир от всех реалий он идёт по пути предметного реализма и насыщает пространство вещами.
Творчество и стихи Далчева были переведены на французский, словацкий, чешский, венгерский, русский, немецкий, итальянский, польский, финский, испанский, английский, турецкий, китайский, японский, арабский, шведский и другие языки.

## Книги
- Окна, 1926 г.
- Стихотворения, 1928 г.
- Париж, 1930 г.
- Ангел Шартре, 1943 г.
- Стихотворения, 1965 г.; 1969 г.
- Фрагменты, 1967 г.
- Балкон, 1972 г.

## Публикации на других языках

### На русский язык
- Избранное. — Пер. с болгарского. Предисл. Д. Самойлова. — М.: Художественная литература, 1974. На русский язык стихотворения Атанаса Далчева перевела Мария Петровых[1][неавторитетный источник].
- Избранное. — София Пресс, (Пер. с болгарского на рус. яз. М. Петровых; Проза М. Тарасовой) 1980. (библиотека «Болгария»)[источник не указан 51 день]